# Organisation des Nations unies pour l'éducation, la science et la culture
Unesco
L'Organisation des Nations unies pour l'éducation, la science et la culture (en anglais : United Nations Educational, Scientific and Cultural Organization ; dont l'acronyme courant, Unesco, se prononce [y.nɛs.ko]  ) est une institution spécialisée internationale de l'Organisation des Nations unies (ONU), créée le 16 novembre 1945 à la suite des dégâts et des massacres de la Seconde Guerre mondiale.
Selon son acte constitutif, l'Unesco a pour objectif de « contribuer au maintien de la paix et de la sécurité en resserrant, par l'éducation, la science, et la culture, la collaboration entre nations, afin d'assurer le respect universel de la justice, de la loi, des droits de l'Homme, et des libertés fondamentales pour tous, sans distinction de race, de sexe, de langue, ou de religion, que la Charte des Nations unies reconnaît à tous les peuples ».
Le siège de l'Unesco est situé à Paris (France), au 7 place de Fontenoy, dans le quartier de l'École-Militaire du 7e arrondissement. Sont rattachés au siège 53 bureaux, plusieurs instituts et centres dans le monde entier, comme l'Institut de statistique à Montréal ou le Bureau international d'éducation à Genève.

## Histoire

### Organisations antérieures

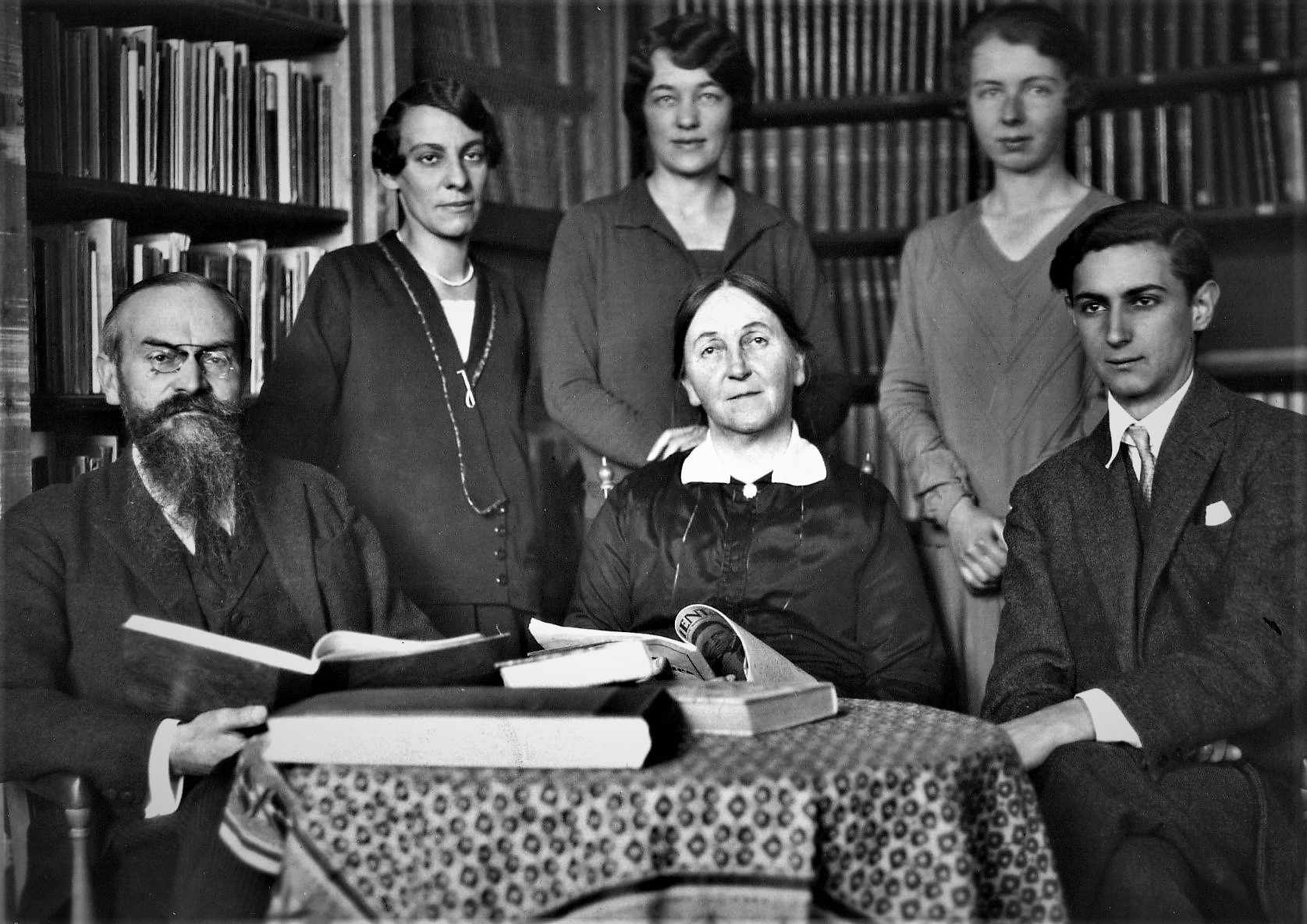
Secrétariat du Bureau International de l'Éducation avec Pierre Bovet (à gauche) et Marie Butts (au centre), en 1925.

L'Unesco et son mandat pour la coopération intellectuelle sur le plan international trouvent leurs racines dans la décision de la Société des Nations du 21 septembre 1921 d'élire une commission chargée d'étudier la question. Cette Commission internationale de coopération intellectuelle (CICI), siégeant à Genève, est créée le 4 janvier 1922 comme un organe consultatif composé de personnalités élues pour leurs compétences personnelles. L'Institut international de coopération intellectuelle (IICI) est quant à lui établi à Paris le 9 août 1925 comme l'agence exécutive de la CICI. Le 18 décembre 1925, le Bureau international d'éducation (BIE) commence son action comme organisation non gouvernementale au service du développement international dans le domaine éducatif. Néanmoins, le travail de ces prédécesseurs de l'Unesco est interrompu par le déclenchement de la Seconde Guerre mondiale.

### Fondation de l'Unesco

Ellen Wilkinson, ministre de l'Éducation britannique, présidant la séance de l'ONU qui voit la création de l'Unesco, en 1945.

Logo de l'Unesco en 1951, conçu par le Suisse Werner Wälchli.

À la suite des signatures de la Charte de l'Atlantique et de la Déclaration des Nations unies, la Conférence des ministres alliés de l'éducation (CAME) se réunit à Londres, entre le 16 novembre 1942 et le 5 décembre 1945. Le 30 octobre 1943, la Chine, les États-Unis, le Royaume-Uni et l’URSS expriment la nécessité d'une organisation internationale dans la déclaration de Moscou. Elle est suivie par les propositions du 9 octobre 1944 lors de la Conférence de Dumbarton Oaks. À partir de la proposition de la CAME et conformément aux recommandations de la Conférence de San Francisco qui se tient entre avril et juin 1945, la Conférence des Nations unies pour l'établissement d'une organisation éducative et culturelle (ECO/CONF) est convoquée à Londres du 1er au 16 novembre 1945. Elle rassemble les représentants de 44 États. Pendant l'ECO/CONF, l'Acte constitutif de l'Unesco est introduit et signé par 37 États, cependant qu'une commission préparatoire est également établie. Celle-ci poursuit ses travaux du 16 novembre 1945 au 4 novembre 1946, jour où l'Acte constitutif entre en vigueur avec le dépôt de la vingtième ratification d'un État membre.
Dans son préambule, resté célèbre, la charte constitutive de l'Unesco énonce que « les guerres prenant naissance dans l’esprit des hommes, c’est dans l’esprit des hommes que doivent être élevées les défenses de la paix ».
Par la suite, le congrès de Yamoussoukro en Côte d'Ivoire, qui s'est tenu en 1989, a permis à l'Unesco de s'accorder sur un principe essentiel : « la paix représente bien plus que la fin des conflits armés ».

#### États fondateurs

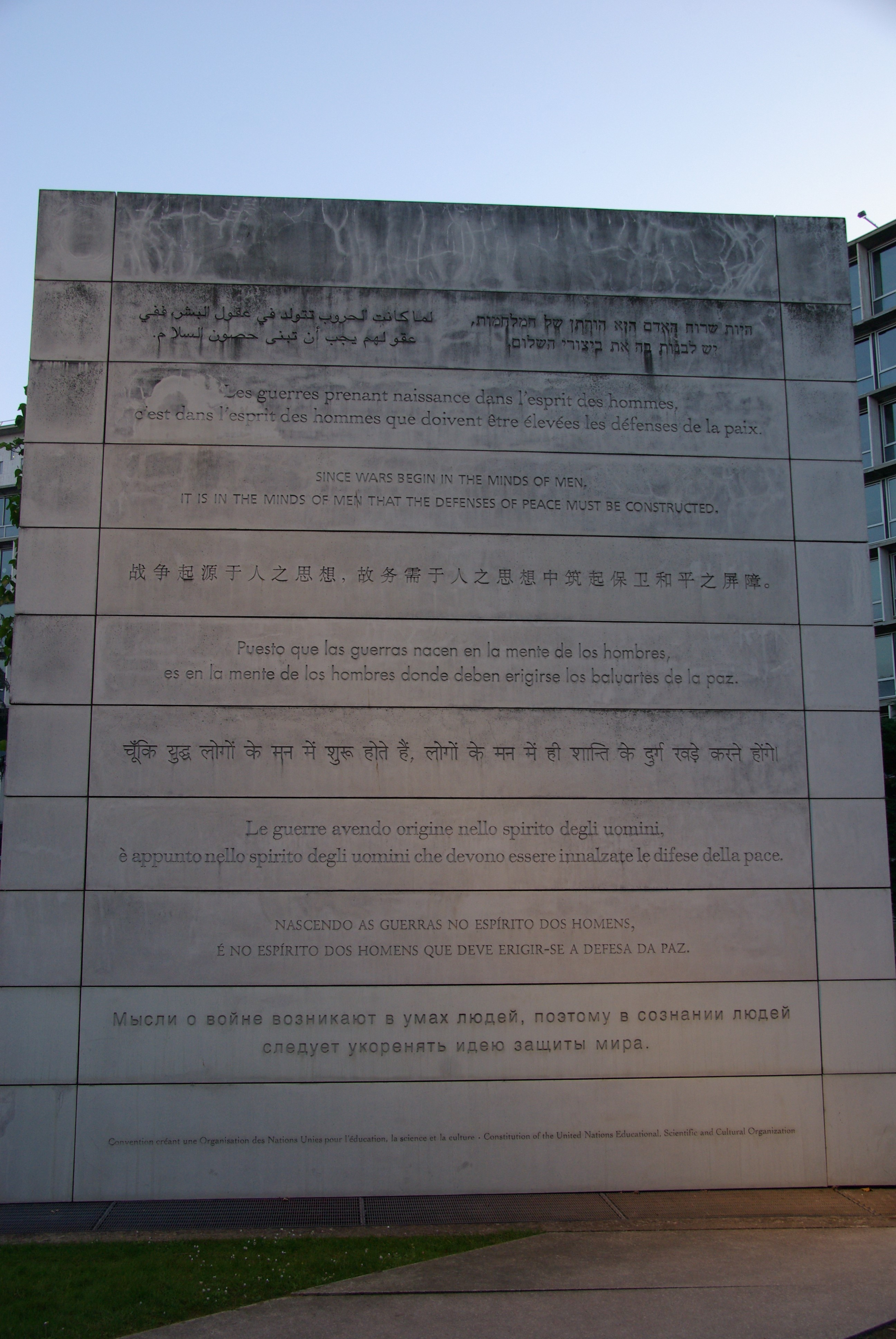
Préambule de la constitution de l'Unesco à la maison de l'Unesco

L'Unesco a été fondée par vingt États, signataires de l'Acte constitutif en 1946 :
- Union d'Afrique du Sud
- Arabie saoudite
- Australie
- Brésil
- Canada
- République de Chine
- Danemark
- République dominicaine
- Royaume d'Égypte
- États-Unis
- France
- Royaume de Grèce
- Inde
- Liban
- Mexique
- Norvège
- Nouvelle-Zélande
- Royaume-Uni
- Tchécoslovaquie
- Turquie

### Premières années
Tenue entre le 19 novembre et le 10 décembre 1946, la première Conférence générale élit le docteur Julian Huxley au poste de directeur général de l'Organisation.
Le projet sur l'éducation de base dans la vallée de Marbial en Haïti qui débute en 1947 est un exemple du travail que l'Unesco mène à ses débuts dans le secteur de l'éducation. Ce projet a été suivi par les missions d'experts dans d'autres pays, comme l'Afghanistan en 1949. En 1948, l'Unesco a proposé aux États membres d'instituer un enseignement primaire obligatoire, gratuit et universel.
Parmi les autres réalisations notables de la jeune organisation, on peut citer son travail de lutte contre le racisme. Ainsi, les déclarations autour de la question raciale, notamment celle des anthropologues datant de 1950 (parmi lesquels figure Claude Lévi-Strauss) et la Déclaration sur la race et les préjugés raciaux de 1978. Estimant quelques publications de l'Unesco comme une ingérence dans les problèmes raciaux du pays, la république d'Afrique du Sud a quitté l'Organisation en 1956, avant de revenir, sous la direction de Nelson Mandela.
En décembre 1951, une réunion intergouvernementale qui s'est tenue à l'Unesco a mené à la création du Conseil européen pour la recherche nucléaire (CERN).
La convention universelle sur le droit d'auteur est adoptée le 6 septembre 1952, sous l'égide de l'Unesco.
En novembre 1954, la Conférence générale révise l'Acte constitutif en décidant que les membres du Conseil devront désormais représenter les gouvernements de leurs États respectifs. Ce changement de gouvernance distingue l'Unesco de son précurseur, la CICI, compte tenu de la collaboration des États dans les domaines de compétence de l’Unesco. À mesure que les États membres coopèrent pour réaliser les objectifs de l'Unesco, des événements historiques et politiques influencent les activités de l'Organisation, notamment lors des périodes de la guerre froide, de la décolonisation et de la dissolution de l’URSS.

### La Détente (1960-1980)
À partir de 1960, le contexte géopolitique change : avec les indépendances, les États en voie de développement deviennent majoritaires tandis que l'antagonisme Est-Ouest s'atténue.

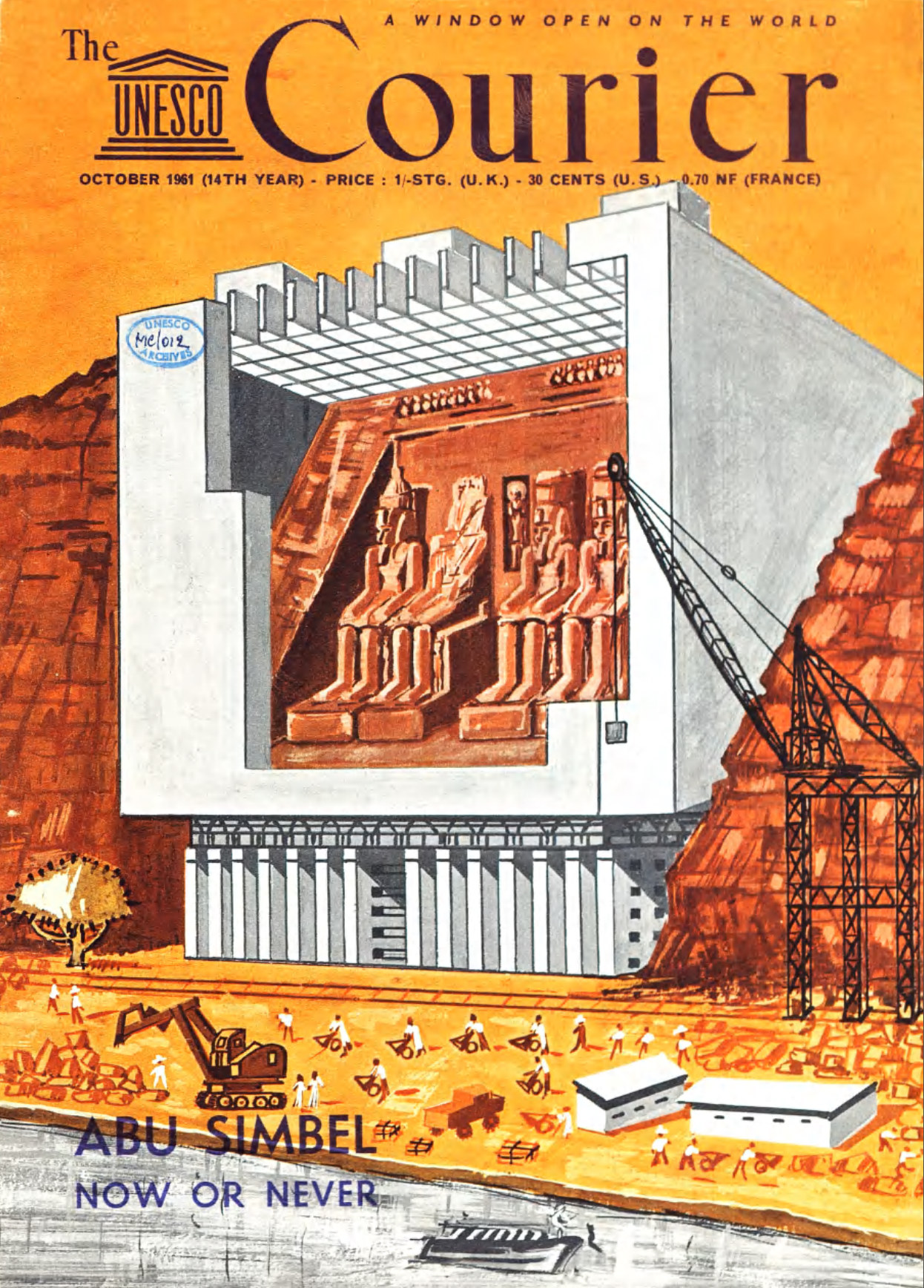
Numéro du Courrier de l'Unesco évoquant la campagne de Nubie.

Dans le domaine de la culture, l'Unesco a lancé la campagne de Nubie, à ses débuts, en 1960. Le but de cette Campagne était de déplacer le temple Abou Simbel pour le sauver des eaux montantes du Nil après la construction du barrage d'Assouan. Pendant cette campagne de 20 ans, 22 monuments et complexes architecturaux ont été déplacés. Elle était la première campagne, et la plus importante, d’une longue série, parmi lesquelles celles de Moenjodaro (Pakistan), Fès (Maroc), Katmandou (Népal), Borobudur (Indonésie) et l’Acropole d’Athènes (Grèce). Le travail de l'Unesco dans le domaine du patrimoine a abouti à l'adoption en 1972 de la Convention pour la protection du patrimoine mondial, culturel et naturel. Le Comité du patrimoine mondial est créé en 1976 et les premiers sites sont inscrits sur la Liste du patrimoine mondial en 1978, année lors de laquelle est également promulguée la Charte internationale de l'éducation physique, de l'activité physique et du sport. Depuis lors, quelques instruments juridiques internationaux ont été adoptés par les États membres de l'Unesco en 2003 (Convention pour la sauvegarde du patrimoine culturel immatériel) et en 2005 (Convention sur la protection et la promotion de la diversité des expressions culturelles).
Dans le domaine des sciences naturelles, l'Unesco a initié très tôt un projet majeur concernant la zone aride. En 1968, elle organise la première conférence intergouvernementale visant à la réconciliation de l'environnement et du développement, questions toujours d'actualité dans le domaine du développement durable. Le principal résultat de la conférence a été la création du Programme sur l'homme et la biosphère.
Dans le domaine de la communication, la libre circulation de l'information reste une priorité de l'Unesco depuis ses débuts. Lors de l’immédiat après-guerre, ses activités ont été concentrées sur la reconstitution et les besoins des moyens de communication de masse partout dans le monde. L'Unesco a commencé à organiser la formation et l'éducation pour les journalistes à partir des années 1950. Afin de répondre aux exigences d'un nouvel ordre mondial de l’information et de la communication à la fin des années 1970, et d’équilibrer les moyens de communication et d'information entre le Nord et le Sud, l'organisation a établi la Commission internationale d'étude des problèmes de la communication qui a abouti au rapport « MacBride » (du nom du Président de la Commission et lauréat du prix Nobel de la paix Seán MacBride). Après ce rapport, l’Unesco a introduit les programmes La société de l'information pour tous et Vers les sociétés du savoir, en anticipant les questions des Sommets mondiaux sur la société de l'information (Genève, 2003 et Tunis, 2005).

### La seconde guerre froide (1980-1990)
L'intervention soviétique en Afghanistan met un terme à la Détente et affecte fortement l'Unesco, car les États-Unis n'admettent pas la collusion entre pays socialistes et du Tiers Monde.
En 1984, les États-Unis se retirent de l'Unesco, qui s'est engagé dans une campagne pour un nouvel ordre mondial de l'information qu'ils considèrent comme attentatoire à la liberté de la presse.

### Périodes récente et actuelle (1990-)
En 1990, la Conférence mondiale sur l'éducation pour tous, à Jomtien en Thaïlande, a lancé un mouvement global afin de fournir une éducation de base pour tous, enfants, jeunes et adultes. Dix ans plus tard, lors du Forum mondial sur l'éducation à Dakar, les gouvernements se fixent jusqu'à 2015 pour s'engager à l'éducation de base pour tous.
Depuis l’élection de son nouveau directeur général, Kōichirō Matsuura, en 1999, et surtout depuis le retour des États-Unis au sein de l’organisation en 2003, l'Unesco s’est engagée dans un plan sévère de réduction des dépenses, assorti d’une réforme de sa stratégie : furent ainsi décidés le non-renouvellement de nombreux postes subalternes, la suppression du magazine généraliste Le Courrier de l'Unesco, l’abandon des activités en faveur des logiciels open source, la réduction nette du budget général au profit de programmes désormais financés, et donc aussi pilotés ou gérés, par des États membres ou des entreprises commerciales, dont Microsoft et L'Oréal. Le Courrier de l'Unesco est à nouveau publié à partir de 2017, avec le soutien de la république populaire de Chine.
En 2011, la Palestine est devenue membre de l’Unesco à l'issue d'un vote, avec 107 États membres pour et 14 contre,. Des lois passées aux États-Unis en 1990 et 1994 disposent qu'ils ne peuvent contribuer financièrement à des organisations des Nations unies qui reconnaissent la Palestine comme État membre. En conséquence, ils retirent leur financement, qui représente environ 22 % du budget de l'Unesco,. En 2017, la dette cumulée des États-Unis dépassait les 500 millions de dollars. Israël a également réagi à l'admission de la Palestine à l'Unesco par le gel de ses paiements à l'organisation et en imposant des sanctions à l'Autorité palestinienne, affirmant que l'admission de la Palestine pourrait être préjudiciable « aux pourparlers potentiels de paix ». Le budget est par conséquent passé de 653 à 507 millions de dollars américains.
Pour tenir un budget en baisse depuis l'arrêt de la contribution américaine en 2011, quelque 300 personnes risquaient de perdre leur emploi en 2013. En 2012, l'agence onusienne employait 1 200 personnes au siège installé à Paris et 900 à travers le monde.
À la suite du vote du 8 juillet 2017 qui fait de la vieille ville d'Hébron, se situant en Cisjordanie occupée et abritant le Tombeau des Patriarches, une « zone protégée », les États-Unis menacent de réévaluer leurs relations avec l'Unesco. Israël parle « d'une autre décision délirante de l'Unesco », vue comme une « souillure morale » dans la mesure où les responsables israéliens estiment que la résolution de l’Unesco sur Hébron, qualifiant cette ville « d’islamique », nie une présence juive de 4 000 ans.
Le 12 octobre 2017, les États-Unis annoncent leur retrait de l'Unesco, accusant l'organisation d'être « anti-israélienne ». Conformément aux statuts de l’organisation, cette mesure prend effet le 31 décembre 2018. Néanmoins, ils sont toujours représentés au siège de l'organisation puisqu'ils conservent un statut d’observateur. Quelques heures plus tard, Israël annonce à son tour son retrait de l'organisation.
L'Unesco intervient également dans le monde entier par des expertises et des financements, comme en 2019 en Irak dans la ville de Mossoul. Elle propose son aide lors de catastrophes touchant des monuments emblématiques dans le monde comme après l'incendie le 15 avril 2019 de la cathédrale Notre-Dame de Paris ou à la suite de conflits armés pour participer, aux côtés de l'ALIPH, à la réhabilitation des lieux anciens de l'Islam en Syrie et en Irak.
En juin 2023, les États-Unis annoncent vouloir réintégrer l'Unesco et payer leurs arriérés de cotisations. Cette réintégration est actée à la fin du même mois, après une délibération de l'assemblée générale à 132 voix pour, 15 abstentions et 10 voix contre (incluant l'Iran, la Syrie, la Chine, la Russie).
En juillet 2025, les États-Unis, sous la seconde présidence de Donald Trump, annoncent se retirer à nouveau de l'Unesco pour le 31 décembre 2026, pour des raisons similaire qu'en 2017, à savoir le conflit israélo-palestinien. Le Département d'Etat américain affirme également être en désaccord avec la mission de l'organisation en matière de développement : "L’Unesco œuvre pour la promotion de causes sociales et culturelles source de divisions et accorde une importance démesurée aux objectifs de développement durable des Nations unies, un programme mondialiste et idéologique de développement international en contradiction avec notre politique étrangère, “America First”."

## Programmes
L'Unesco poursuit son action à travers cinq grands programmes : l’éducation, les sciences exactes et naturelles, les sciences sociales et humaines, la culture, la communication et l’information.
Le Portail de la transparence de l'Unesco permet un accès public aux projets et activités de l'organisation, à son budget et à de nombreuses informations relatives aux programmes et aux finances. Ces informations sont publiées sur le registre IATI (en) en suivant les standards IATI.

### Éducation

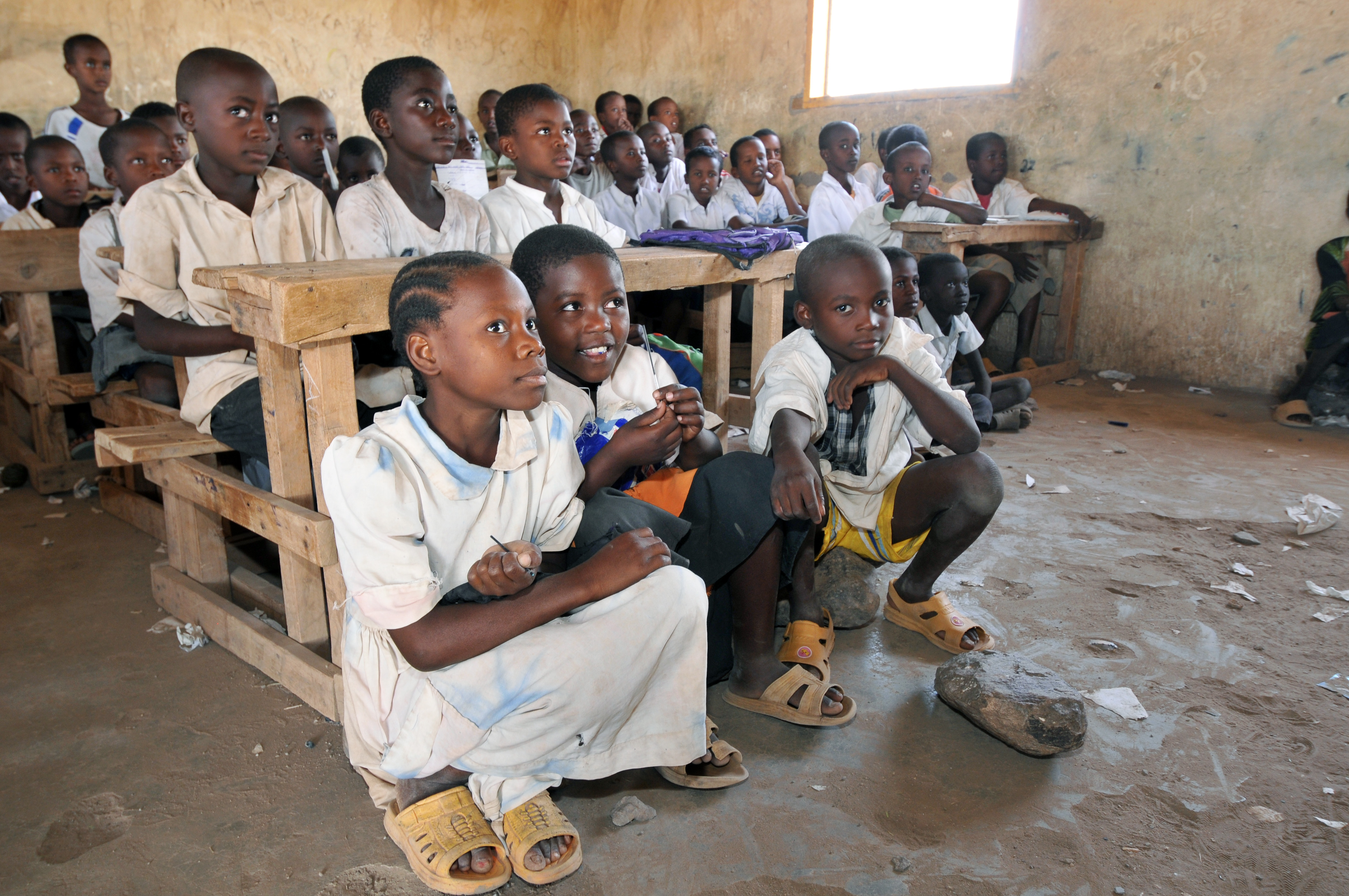
Des enfants à l'école, dans le camp de réfugiés de Kakuma au Kenya.

#### Objectifs
Les missions de l'Unesco pour l'éducation sont :
- de conduire au niveau international l’édification de structures permettant à toutes les populations d’accéder à l’éducation ;
- d'offrir une expertise et d'encourager les partenariats afin de renforcer le leadership de l’éducation au niveau national ainsi que la capacité des pays à offrir une éducation de qualité à tous ;
- de pousser les États et la communauté internationale à accélérer la marche du progrès vers la réalisation de ces objectifs ;
- de faciliter la mise en place de partenariats et de mesurer les progrès accomplis[57].

L'apprentissage promu par l'Unesco est l'apprentissage tout au long de la vie, qu'il s'agisse de l'éducation à la petite enfance ou de l'éducation des adultes.
L’organisation vise à améliorer les systèmes éducatifs, en soutenant les politiques éducatives, l'investissement dans l'éducation et les enseignants. Les domaines de l'enseignement supérieur et de l'alphabétisation sont également mis à l'honneur. L'Unesco est impliquée dans l'éducation au changement climatique, l'éducation à l’environnement et au développement durable - coordonnant l’action de la communauté internationale pour l’ODD 4. L'Unesco promeut un environnement d'apprentissage sûr à travers l'éducation au VIH, à la puberté et à la sexualité. L'organisation lutte également contre le harcèlement et la violence à l’école.
Les deux priorités du programme éducatif de l'Unesco sont :
- la Priorité Afrique ; en effet, en Afrique Sub-saharienne se regroupent la moitié des enfants non scolarisés du monde. Le fait que l'Afrique sub-saharienne soit en retard sur le plan de l'éducatif, freine le développement socio-économique de la région ;
- la Priorité Égalité des genres; qui a pour but de permettre une égalité des possibilités d'apprentissage entre les genres.

#### Exemple d'initiatives et de projets
- Convention concernant la lutte contre la discrimination dans le domaine de l'enseignement
- Convention mondiale sur l'enseignement supérieur[59]
- Initiative Futurs de l'éducation

#### Évènements majeurs
- Conférence mondiale de l'Unesco sur l'enseignement supérieur[60]
- Conférence mondiale sur l'éducation et la protection de la petite enfance[61]
- Conférence internationale sur l'éducation des adultes (CONFINTEA)[62]

### Sciences naturelles

Logotype du programme sur l'homme et la biosphère.

L'Unesco exerce son expertise dans le domaine des sciences exactes et naturelles en lançant des projets, des coopérations et des recherches relatives aux sciences fondamentales, à la technologie, l'ingénierie et les mathématiques (STIM), la réduction des risques de catastrophe, les sciences écologiques, la géoscience et les sciences de l'eau.
L'Unesco abrite également la Commission océanographique intergouvernementale, organe de coordination scientifique.

#### Exemples d'initiatives et de projets
- Programme sur l'homme et la biosphère (1968) qui a établi le réseau de réserves de biosphères (1971)
- Géoparcs mondiaux de l'Unesco, depuis 2001
- Programme mondial pour l'évaluation des ressources en eau (WWAP), depuis 2000[64]
- Programme international relatif aux sciences fondamentales, depuis 2004[65]
- Coordination de la Décennie des Nations unies pour les sciences océaniques au service du développement durable (2021-2030)[66]

#### Exemples d'événements
- Sommet de l'ONU sur l'eau souterraine, 7-8 décembre 2022, avec l'Unesco en tant que co-coordinateur[67]
- Forum mondial de la science 2022[68]

### Sciences humaines et sociales
L'Unesco consacre une partie de son travail aux sciences sociales et humaines. Cela implique l'étude de questions liées à l'éthique (relative à la bioéthique ou l'éthique de l'intelligence artificielle) les politiques sociales, la santé et la dignité humaine ainsi que le sport et la lutte contre le dopage. L'Unesco prend des mesures pour défendre les droits de l'homme, y compris les droits économiques, sociaux et culturels. L'organisation aborde les questions liées à l'esclavage, au racisme, à la discrimination et aux inégalités. L'Unesco s'intéresse également à la jeunesse, au dialogue interculturel et à la philosophie.

#### Exemples d'initiatives et de projets
- Convention internationale contre le dopage dans le sport, 2005[79]
- Comité international de bioéthique de l'Unesco (CIB), depuis 1993
- Histoire générale de l'Afrique (GHA) depuis 1964
- La Coalition Internationale des Villes Inclusives et Durables − ICCAR, depuis 2004[80]
- Décennie internationale pour la promotion d’une culture de la non-violence et de la paix au profit des enfants du monde (2001-2010) proclamée par l’ONU
- Programme sur la Gestion des transformations sociales (MOST)[81]
- Programme des routes de la soie, depuis 1988[82]
- Projet « Les Routes des personnes mises en esclavage », depuis 1994[83]

##### Exemples d'événements
- Forum mondial sur l'éthique de l'Intelligence Artificielle[84]
- Conférence mondiale contre le racisme
- Olympiades internationales de philosophie

### Culture

Logotype du Patrimoine mondial.

La collection Unesco d'œuvres représentatives est un projet de traduction de l'Unesco qui a été actif de 1948 à 2005.
L'Unesco est connue depuis 1972 pour sa liste du patrimoine mondial pour le patrimoine matériel, culturel et naturel. Une liste du patrimoine culturel immatériel de l'humanité a existé de 2001 à 2006. Elle ajoute d'ailleurs la calligraphie arabe à son patrimoine immatériel, qui permet de préserver cette ancienne pratique artistique très répandue dans le monde arabo-musulman, le 15 décembre 2021. Avec l’entrée en vigueur de la Convention pour la sauvegarde du patrimoine culturel immatériel, le programme de la proclamation a pris fin. À l’image du patrimoine mondial, ont été créées des listes : une liste représentative et une liste de sauvegarde urgente, où ont été inscrits les chefs-d’œuvre précédemment proclamés, et où de nouveaux éléments sont inscrits annuellement depuis 2006.
L'Unesco a aussi adopté la Déclaration universelle de l'Unesco sur la diversité culturelle en 2001 pour promouvoir la diversité culturelle.
La Bibliothèque numérique mondiale est une bibliothèque numérique lancée par l'Unesco et la Bibliothèque du Congrès des États-Unis, opérationnelle depuis le 21 avril 2009.
L'Unesco constitue également depuis 2004 un Réseau des villes créatives, qui en 2017 rassemble 180 villes qui entendent « promouvoir les industries créatives, renforcer la participation à la vie culturelle et intégrer la culture dans les politiques de développement urbain durable », et s'engagent à échanger des bonnes pratiques pour ce faire.

#### Conventions
- Convention sur la protection et la promotion de la diversité des expressions culturelles, 2005
- Convention pour la sauvegarde du patrimoine culturel immatériel, 2003
- Convention sur la protection du patrimoine culturel subaquatique, 2001
- Liste du patrimoine mondial en péril, établie en vertu de la Convention du patrimoine mondial en 1972
- Convention pour la protection du patrimoine mondial, culturel et naturel, 1972
- Convention concernant les mesures à prendre pour interdire et empêcher l'importation, l'exportation et le transfert de propriété illicites des biens culturels, 1970
- Convention pour la protection des biens culturels en cas de conflit armé, 1954

### Communication et information
L'Unesco met en œuvre des actions dans les domaines de la communication et de l'information, encourageant la « libre circulation des idées par le mot et par l'image ». L'organisation défend la liberté d'expression, tout en luttant contre les discours de haine. L'Unesco promeut l'égalité des genres et la diversité culturelle dans les médias, la liberté, l’indépendance et la pluralité de la presse ainsi que la sécurité des journalistes. L'agence des Nations unies agit en faveur de l’accès à l'information et combat la mésinformation et la désinformation. L'organisation fait également face aux défis contemporains en matière d'information, notamment liés à la digitalisation.

#### Exemples d'initiatives et de projets
- Coordination du plan d'action des Nations unies sur la sécurité des journalistes et la question de l'impunité[97]
- Programme international pour le développement de la communication (PIDC)[98]
- Réseau Orbicom, 1994
- Mémoire du monde, 1992

### Océan

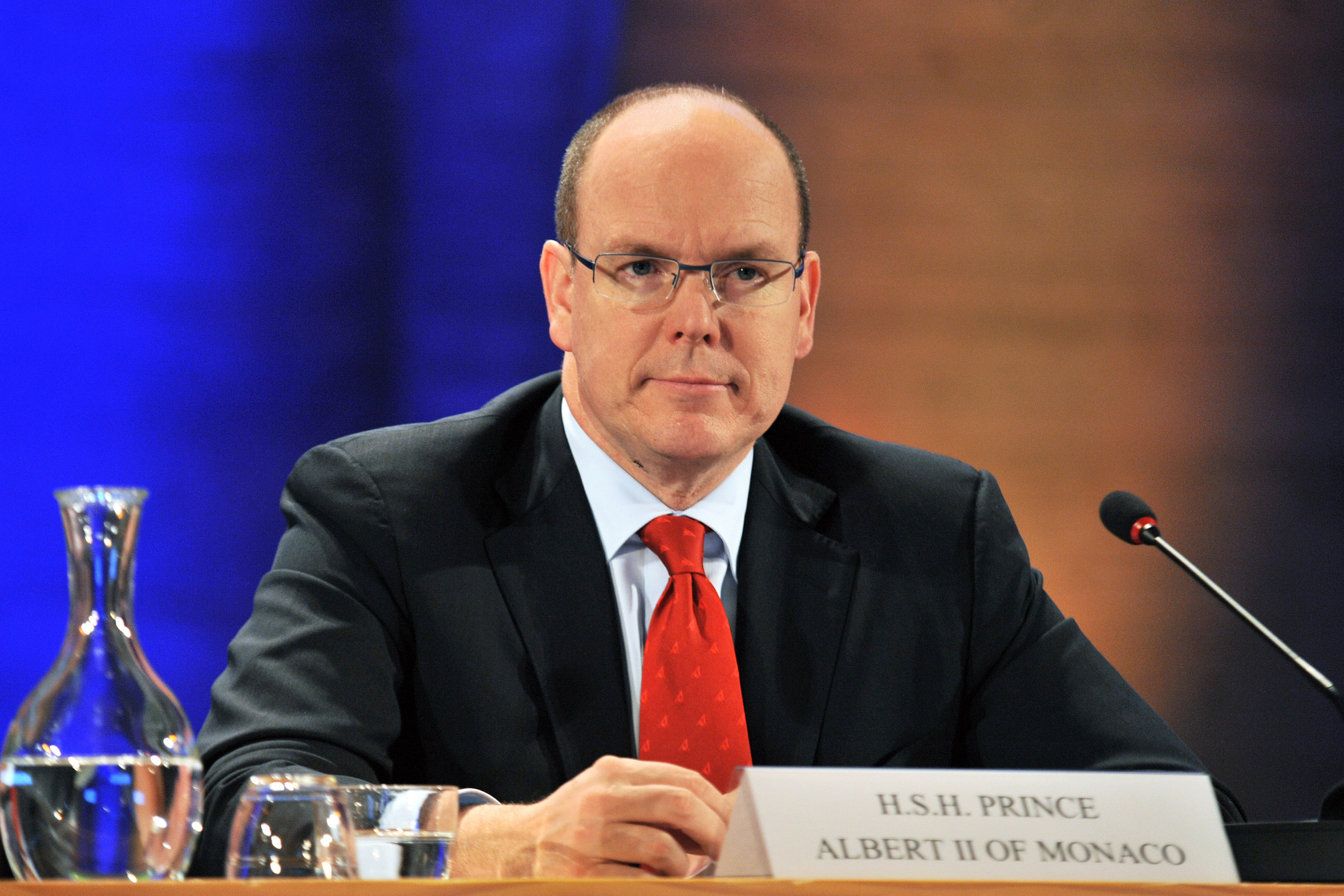
Le prince Albert II de Monaco, lors de la 5e conférence mondiale sur l'Océan, les côtes et les îles, à Paris, le 3 mai 2010.

L'Unesco vise à protéger les océans et la biodiversité marine par le biais de la Commission océanographique intergouvernementale de l'Unesco (COI). L'Organisation dirige également la mise en œuvre de la Décennie des Nations unies pour l'océanologie au service du développement durable (2021-2030).

#### Exemples d'initiatives et de projets
- Convention sur la protection du patrimoine culturel subaquatique, 2001
- Système mondial d'observation de l'océan (en) (GOOS)
- Programme COI-Unesco d'aménagement de l'espace marin[100]
- Programme d'échange international de données et d'informations océanographiques (IODE)[101]
- Initiative carbone bleu (BCI) - co-organisée par la COI, Conservation International (CI) et l'Union internationale pour la conservation de la nature (UICN)[102]

### Publications

#### Le Courrier de l'Unesco

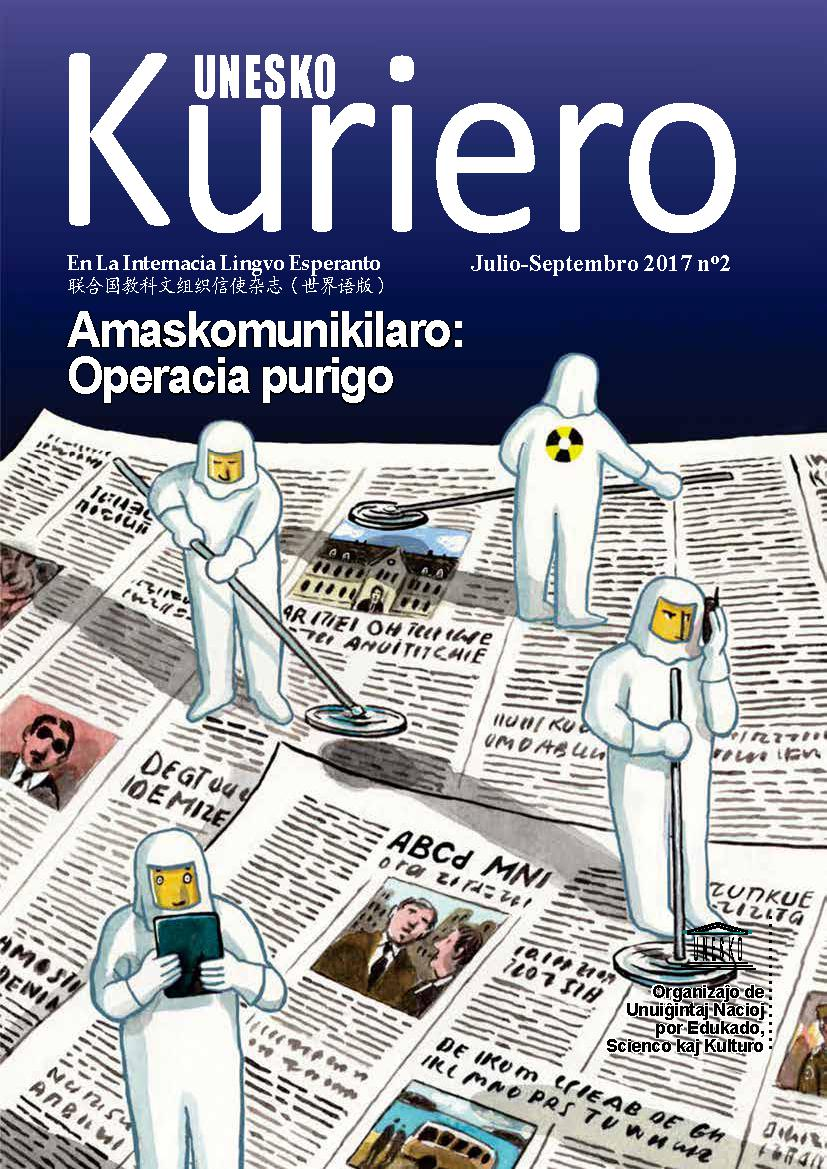
Couverture de la version espéranto du Courrier de l'Unesco de juillet–septembre 2017.

Le Courrier de l'Unesco est une publication trimestrielle de l'Organisation des Nations unies, dont les buts sont de promouvoir les idéaux de l'Unesco, servir de plate-forme au dialogue entre les cultures et constituer une tribune de débats internationaux. Publiée depuis 1948, la revue a connu une interruption en 2012 en raison des difficultés financières de lUnesco.
Le Courrier de l'Unesco est à nouveau publié à partir de 2017, avec le soutien de la république populaire de Chine, en format papier et en format électronique, dans les six langues officielles de l’Organisation (anglais, français, espagnol, arabe, russe et chinois) ainsi qu'en portugais et en espéranto.

#### Périodiques spécialisés
Des périodiques spécialisés sont publiés comme le Bulletin du droit d’auteur, Perspectives (pédagogie), la Revue internationale des sciences sociales, Museum (muséographie).

## Composition
Au 30 juin 2023, l’Unesco compte 194 États membres, ainsi que 11 membres associés, et 2 États observateurs :
Membres :
- Afghanistan (04/05/1948)
- Afrique du Sud (12/12/1994)
- Albanie (16/10/1958)
- Algérie (15/10/1962)
- Allemagne (11/07/1951)
- Andorre (20/10/1993)
- Angola (11/03/1977)
- Antigua-et-Barbuda (15/07/1982)
- Arabie saoudite (04/11/1946)
- Argentine (15/09/1948)
- Arménie (09/06/1992)
- Australie (04/11/1946)
- Autriche (13/08/1948)
- Azerbaïdjan (03/06/1992)
- Bahamas (23/04/1981)
- Bahreïn (18/01/1972)
- Bangladesh (27/10/1972)
- Barbade (24/10/1968)
- Belgique (29/11/1946)
- Belize (10/05/1982)
- Bénin (18/10/1960)
- Bhoutan (13/04/1982)
- Biélorussie (12/05/1954)
- Birmanie (27/06/1949)
- Bolivie (13/11/1946)
- Bosnie-Herzégovine (02/06/1993)
- Botswana (16/01/1980)
- Brésil (04/11/1946)
- Brunei (17/03/2005)
- Bulgarie (17/05/1956)
- Burkina Faso (14/11/1960)
- Burundi (16/11/1962)
- Cambodge (03/07/1951)
- Cameroun (11/11/1960)
- Canada (04/11/1946)
- Cap-Vert (15/02/1978)
- République centrafricaine (11/11/1960)
- Chili (07/07/1953)
- Chine (04/11/1946)
- Chypre (06/02/1961)
- Colombie (31/07/1947)
- Comores (22/03/1977)
- République démocratique du Congo (25/11/1960)
- République du Congo (24/10/1960)
- Corée du Nord (18/10/1974)
- Corée du Sud (14/06/1950)
- Costa Rica (19/05/1950)
- Côte d'Ivoire (27/10/1960)
- Croatie (01/06/1992)
- Cuba (29/08/1947)
- Danemark (04/11/1946)
- Djibouti (31/08/1989)
- République dominicaine (04/11/1946)
- Dominique (09/01/1979)
- Égypte (04/11/1946)
- Émirats arabes unis (20/04/1972)
- Équateur (22/01/1947)
- Érythrée (02/09/1993)
- Espagne (30/01/1953)
- Estonie (14/10/1991)
- Éthiopie (01/07/1955)
- Fidji (17/07/1983)
- Finlande (10/10/1956)
- France (04/11/1946)
- Gabon (16/11/1960)
- Gambie (01/08/1973)
- Géorgie (07/10/1992)
- Ghana (11/04/1958)
- Grèce (04/11/1946)
- Grenade (17/02/1975)
- Guatemala (02/01/1950)
- Guinée (02/02/1960)
- Guinée équatoriale (29/11/1979)
- Guinée-Bissau (01/11/1974)
- Guyana (21/03/1967)
- Haïti (18/11/1946)
- Honduras (16/12/1947)
- Hongrie (14/09/1948)
- Îles Cook (25/10/1989)
- Inde (04/11/1946)
- Indonésie (27/05/1950)
- Iran (06/09/1948)
- Irak (21/10/1948)
- Irlande (03/10/1961)
- Islande (08/06/1964)
- Italie (27/01/1948)
- Jamaïque (07/11/1962)
- Japon (02/07/1951)
- Jordanie (14/06/1950)
- Kazakhstan (22/05/1992)
- Kenya (07/04/1964)
- Kirghizistan (02/06/1992)
- Kiribati (24/10/1989)
- Koweït (18/11/1960)
- Laos (09/07/1951)
- Lesotho (29/09/1967)
- Lettonie (14/10/1991)
- Liban (04/11/1946)
- Liberia (06/03/1947)
- Libye (27/06/1953)
- Lituanie (07/10/1991)
- Luxembourg (27/10/1947)
- Macédoine du Nord (28/06/1993)
- Madagascar (10/11/1960)
- Malaisie (16/06/1958)
- Malawi (27/10/1964)
- Maldives (18/07/1980)
- Mali (07/11/1960)
- Malte (10/02/1965)
- Maroc (07/11/1956)
- Îles Marshall (30/06/1995)
- Maurice (25/10/1968)
- Mauritanie (10/01/1962)
- Mexique (04/11/1946)
- États fédérés de Micronésie (19/10/1999)
- Moldavie (27/05/1992)
- Monaco (06/07/1949)
- Mongolie (01/11/1962)
- Monténégro (01/03/2007)
- Mozambique (11/10/1976)
- Namibie (02/11/1978)
- Nauru (17/10/1996)
- Népal (01/05/1953)
- Nicaragua (22/02/1952)
- Niger (10/11/1960)
- Nigeria (14/11/1960)
- Niue (26/10/1993)
- Norvège (04/11/1946)
- Nouvelle-Zélande (04/11/1946)
- Oman (10/02/1972)
- Ouganda (09/11/1962)
- Ouzbékistan (26/10/1993)
- Pakistan (14/09/1949)
- Palaos (20/09/1999)
- Palestine (23/11/2011)
- Panama (10/01/1950)
- Papouasie-Nouvelle-Guinée (04/10/1976)
- Paraguay (20/06/1955)
- Pays-Bas (01/01/1947)
- Pérou (21/11/1946)
- Philippines (21/11/1946)
- Pologne 06/11/1946)
- Portugal (11/09/1974)
- Qatar (27/01/1972)
- Roumanie (27/07/1956)
- Royaume-Uni (01/07/1997)
- Russie (21/04/1954)
- Rwanda (07/11/1962)
- Saint-Christophe-et-Niévès (26/10/1983)
- Sainte-Lucie (06/03/1980)
- Saint-Marin (12/11/1974)
- Saint-Vincent-et-les-Grenadines (14/01/1983)
- Îles Salomon (07/09/1993)
- Salvador (28/04/1948)
- Samoa (03/04/1981)
- Sao Tomé-et-Principe (22/01/1980)
- Sénégal (10/11/1960)
- Serbie (20/12/2000)
- Seychelles (18/10/1976)
- Sierra Leone (28/03/1962)
- Singapour (08/10/2007)
- Slovaquie (09/02/1993)
- Slovénie (27/05/1992)
- Somalie (15/11/1960)
- Soudan (26/11/1956)
- Soudan du Sud (27/10/2011)
- Sri Lanka (14/11/1949)
- Suède (23/01/1950)
- Suisse (28/01/1949)
- Suriname (16/07/1976)
- Eswatini/Swaziland (25/01/1978)
- Syrie (16/11/1946)
- Tadjikistan 06/04/1993)
- Tanzanie (06/03/1962)
- Tchad (19/12/1960)
- République tchèque (22/02/1993)
- Thaïlande (01/01/1949)
- Timor oriental (05/06/2003)
- Togo (17/11/1960)
- Tonga (29/09/1980)
- Trinité-et-Tobago(02/11/1962)
- Tunisie (08/11/1956)
- Turkménistan (17/08/1993)
- Turquie (04/11/1946)
- Tuvalu (21/10/1991)
- Ukraine (05/12/1954)
- Uruguay (08/11/1947)
- Vanuatu (10/02/1994)
- Venezuela (25/11/1946)
- Vietnam (06/07/1951)
- Yémen (02/04/1962)
- Zambie (09/11/1964)
- Zimbabwe (22/09/1980)

Membres associés :
- Anguilla (5/11/2013)
- Aruba (20/10/1987)
- Curaçao (25/10/2011)
- Îles Caïmans (30/10/1999)
- Îles Féroé (12/10/2009)
- Îles Vierges britanniques (24/11/1983)
- Macao (25/10/1995)
- Montserrat (3/11/2015)
- Nouvelle-Calédonie (30/10/2017)
- Saint-Martin (25/10/2011)
- Tokelau (15/10/2001)

Observateurs :
- Saint-Siège (possède un observateur permanent à la Conférence générale et au Conseil exécutif en la personne d'Éric Soviguidi[106])

Ancien membre : 
- États-Unis (04/11/1946 puis 30/06/2023 - 22/07/2025)

## Fonctionnement

### Conférence générale

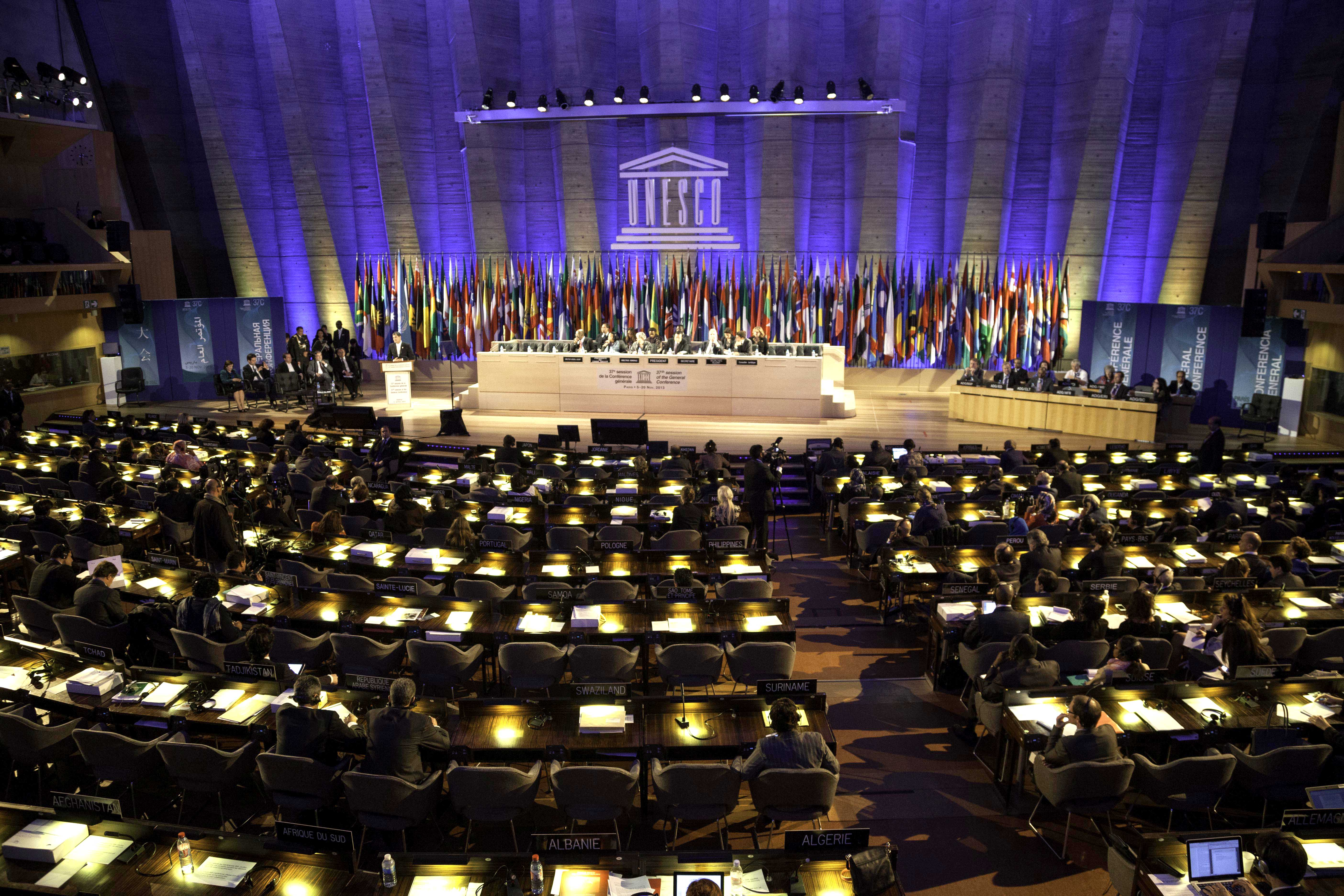
37e conférence générale de l’Unesco à Paris en novembre 2013.

La Conférence générale siège tous les deux ans (les années impaires). Elle réunit les représentants des États membres qui disposent chacun d’une voix. Peuvent également participer, sans droit de vote, des membres associés, des États non membres, des organisations intergouvernementales, des organisations non gouvernementales et des fondations.
Elle définit l’orientation et la ligne de conduite générale de l’Unesco et adopte un programme et un budget pour les deux années suivantes.

### Conseil exécutif
Le Conseil exécutif se compose de 58 membres élus pour un mandat de quatre ans par la Conférence générale. Leur choix représente la diversité des cultures et des régions du monde. Il est renouvelé par moitié tous les deux ans, les années impaires, lors de la Conférence générale. Le président du Conseil exécutif est choisi parmi ses membres pour un mandat de deux ans.
Il siège au moins deux fois par an dans l’intervalle des sessions de la Conférence générale.

### Directeur général
Le directeur général est élu par le conseil exécutif, dont le choix est ratifié par la conférence générale pour un mandat de quatre ans, renouvelable une seule fois depuis 2005.
| Portrait                | Identité                | Nationalité                                                                      | Période          | Période  |
| Portrait                | Identité                | Nationalité                                                                      | Début            | Fin      |
| ----------------------- | ----------------------- | -------------------------------------------------------------------------------- | ---------------- | -------- |
| Julian Huxley, 1922.    | Julian Huxley           | Britannique (jusqu'au 12 avril 1927)                                             | 1946             | 1948     |
| Jaime Torres Bodet      | Jaime Torres Bodet      | Mexicain                                                                         | 1948             | 1952     |
| John Wilkinson Taylor   | John Wilkinson Taylor   | Américain                                                                        | 1952             | 1953     |
| Luther Evans            | Luther Evans            | Américain                                                                        | 1953             | 1958     |
| Vittorino Veronese      | Vittorino Veronese      | Italien (18 juin 1946 - 3 septembre 1986) Italien (1er mars 1910 - 18 juin 1946) | 1958             | 1961     |
| René Maheu en 1962.     | René Maheu              | Français                                                                         | 1962             | 1974     |
| Amadou-Mahtar MBow      | Amadou-Mahtar MBow      | Sénégalais Français                                                              | 1974             | 1987     |
| Federico Mayor Zaragoza | Federico Mayor Zaragoza | Espagnol                                                                         | 1987             | 1999     |
| Kōichirō Matsuura       | Kōichirō Matsuura       | Japonais                                                                         | 1999             | 2009     |
| Irina Bokova, 2017.     | Irina Bokova            | Bulgare                                                                          | 2009             | 2017     |
| Audrey Azoulay en 2016. | Audrey Azoulay          | Française                                                                        | 15 novembre 2017 | En cours |

#### Élections

##### 2009 et 2013: Irina Bokova
L'élection de 2009 pour le poste de directeur général a lieu à Paris du 7 au 23 septembre. Huit candidats sont en lice pour recueillir les votes de 58 pays votants.
L'élection peut comporter jusqu'à cinq tours, selon que les candidats parviennent, ou non, à obtenir une majorité rapidement.
Elle est particulièrement controversée en raison des diatribes antisémites du candidat favori, le ministre égyptien de la Culture, Farouk Hosni. En 2001, il avait déclaré que la culture israélienne était « inhumaine » et « raciste », puis dénoncé « l'infiltration des juifs dans les médias internationaux ». En 2008, il avait répondu à un député islamiste au Parlement vouloir « brûler les livres en hébreu » dans les bibliothèques d'Égypte, s'il en trouvait. Des intellectuels, dont le prix Nobel de la paix et survivant d'Auschwitz Elie Wiesel, avaient alors condamné une candidature « dangereuse », termes repris depuis par de nombreux médias, comme le New York Times, la BBC et France24.
L'élection est finalement été remportée par la bulgare Irina Bokova, par 31 voix contre 27 à Farouk Hosni. Cette désignation est confirmée le 15 octobre suivant par le vote de la Conférence générale.
En 2013, la directrice générale est réélue au premier tour pour un mandat de 4 ans.

##### 2017 et 2021: Audrey Azoulay
En 2017, neuf candidats se présentent, dont trois candidates : la libanaise Vera El Khoury Lacoeuilhe, l'égyptienne Moushira Khattab et la française Audrey Azoulay. L’élection se déroule du 9 au 13 octobre et nécessite cinq tours.
Le 13 octobre, Audrey Azoulay est élue à l’occasion d’un 5e et dernier tour de vote des 58 membres du Conseil exécutif avec une majorité de 30 voix contre 28 pour le candidat qatari Hamad ben Abdelaziz al-Kawari. La candidature d'Audray Azoulay a bénéficié d'une crise géopolitique entre les pays arabes, alors que la présidence aurait dû revenir à un ressortissant de l'un de ces pays. Le vote est validé en conférence générale des États membres le 10 novembre et Audrey Azoulay prend ses fonctions le 15 novembre.
En 2021, la directrice générale est réélue avec 155 voix pour 165 votants, pour un mandat de 4 ans. La française est alors l'unique candidate, elle bénéficie notamment du soutien du Qatar et de l’Égypte.

##### Election 2025
Prévue pour novembre 2025, elle s’inscrit dans un contexte international marqué par une fragmentation géopolitique croissante et des attentes élevées envers l’organisation dans les domaines de l’éducation, de la culture, des sciences et de la paix. Trois candidats issus des pays du Sud, dont deux cadres de l'organisation, sont en lice pour le mandat 2025-2029 : Khaled El-Enany, ancien ministre égyptien du Tourisme et des Antiquités ; Gabriela Ramos alors sous-directrice générale de l’Unesco chargée des Sciences sociales et humaines ; et Firmin Edouard Matoko, alors sous-directeur général de l'Unesco en charge de la Priorité Afrique et des Relations extérieures.

### Secrétariat
Le secrétariat est la branche de mise en œuvre de l'organisation. Il comprend le directeur général et l’ensemble du personnel qui se répartit en deux catégories : postes du cadre organique et postes du cadre de service et de bureau.
Au sein du secrétariat, sont observés :
La directrice générale, le directeur général adjoint, les secteurs de Programme (Éducation, Sciences exactes et naturelles, Sciences sociales et humaines, Culture, Communication et information), les secteurs de soutien (Priorité Afrique et Relations extérieures, Administration), les services centraux (secrétariat des organes directeurs, office des normes internationales et des affaires juridiques, service d'évaluation et d'audit, bureau de l'éthique, bureau de la planification stratégique, bureau de la gestion des ressources humaines, égalité des genres), les bureaux hors siège, les instituts et les centres de l'Unesco.

## Budget et personnels
En 2018-2019 l'Unesco avait un budget de 1,2 milliard de dollars. Le budget de l'Unesco était à 47 % dû aux contributions des États membres, 21 % du budget provenait de contributions volontaires, 27 % provenait des différentes collectes de fonds, mises en place par l'association et 5 % du budget provenait d'autres sources de financement.
Les fonds de l'Unesco se dépensent à travers quatre grands secteurs :
- l’éducation, en permettant notamment aux pays les plus pauvres de renforcer leur système éducatif, en formant des enseignants par exemple ;
- le secteur des sciences et des océans, en formant des scientifiques et en préservant des biotopes ou encore en adoptant des mesures de protection des océans ;
- la culture, avec comme grand objectif de préserver le patrimoine, notamment depuis la création du label « Patrimoine mondial de l'Unesco », ou encore en facilitant l'accès des personnes à la culture ;
- l’information, en permettant d'assurer la liberté d'expression dans les pays où il existe des systèmes politiques répressifs ou en facilitant l'accès à l'information et en soutenant des journalistes et des médias.

Ses effectifs sont d’environ 2 200 fonctionnaires internationaux qui représentent 171 nationalités. Le siège à Paris abrite 1 070 membres du personnel, les 53 bureaux dans le monde, hors Siège de l'Unesco, sont constitués de 760 membres du personnel et 370 autres membres sont répartis dans 9 instituts. En janvier 2020, la moyenne d'âge du personnel de l'Unesco est de 48 ans. 56 % des membres du personnel sont des femmes et 44 % sont des hommes.
En 2022-2023, l'Unesco a un budget de 1,5 milliard de dollars.

## Siège
En 1946 l’Unesco s’installe dans l’ancien hôtel Majestic, situé dans le 16e arrondissement de Paris. En 1958, l’Unesco rejoint la maison de l'Unesco, située dans le 7e arrondissement de Paris, son siège actuel.
Construit par les architectes Bernard Zehrfuss, Marcel Breuer et Pier Luigi Nervi, le siège de l'Unesco est représentatif du style architectural des années 1950. Il renferme des compositions murales de Pablo Picasso et de Joan Miró en collaboration avec Josep Llorens i Artigas, Rufino Tamayo, Afro Basaldella et Roberto Matta ainsi qu’un stabile de Alexander Calder dans les jardins. Le jardin de la Paix d’Isamu Noguchi se visite lors de la journée parisienne « portes ouvertes » des jardins.
Le site possède des œuvres d’art d'artistes renommés, comme Bazaine, L'Homme qui marche de Giacometti, Le Corbusier, Henry Moore, Takis, ou Tsereteli. Il y a aussi des points remarquables comme l’ange de Nagasaki, l’Espace de méditation de Tadao Andō, le Square de la Tolérance de Dani Karavan et le Globe symbolique d’Erik Reitzel, Totes les coses de Tapies, Guinovart (en), La Liberté : la paix le jour d'après d'Abelardo Espejo Tramblin.
L'Unesco organise et parraine de nombreuses manifestations culturelles et scientifiques. En 1998, le Palais de l'Unesco à Paris a ainsi accueilli le 24e Congrès international des sciences administratives organisé par l'Institut français des sciences administratives sur le thème « Le citoyen et l'administration ».
L’Unesco dispose également d’un site annexe, situé rue Miollis, dans le quartier Necker du 15e arrondissement de Paris, à quelques centaines de mètres de son site principal.

## ONG officielles de l’Unesco
L’Unesco entretient des relations officielles avec 373 Organisations non gouvernementales (ONG) internationales et 24 fondations et institutions similaires. En complément de ce cadre officiel, elle entreprend des activités avec des ONG aux niveaux international, régional et national.
Les relations officielles sont réservées aux ONG qui exercent un rôle soutenu de coopération en direction, et à partir de l’Unesco. L’admission pour une reconnaissance officielle n’est accordée qu’aux ONG internationales représentatives et qui agissent en tant qu’experts et représentent le plus largement leur domaine d’activité, grâce à une structure internationale étendue. Les relations officielles sont elles-mêmes sous-divisées en deux groupes, « statut de consultation » ou « statut d’association », selon le rôle et la structure de l’ONG. Les instances du bureau exécutif de l’Unesco décident de l’admission à l’un ou l’autre groupe sur la base des recommandations du directeur général. Ces relations formelles sont établies pour des périodes de six ans renouvelables.
La Conférence internationale des organisations non gouvernementales de l’Unesco se réunit tous les deux ans pour examiner l’état de la coopération entre les ONG et l’Unesco. Elle élit notamment un comité de liaison et un président qui coordonnent les travaux entre les conférences.
Parmi les ONG les plus actives, on trouve :
- l'Association internationale des universités (AIU)[132] ;
- le Conseil international du cinéma, de la télévision et de la communication audiovisuelle (CICT)[133] ;
- le Conseil international des monuments et des sites (ICOMOS) ;
- le Conseil international des musées (ICOM) ;
- le Conseil international de la musique (IMC)[134] ;
- le Conseil international de la philosophie et des sciences humaines (CIPSH)[135] ;
- le Conseil international des sciences sociales (ISSC)[136] ;
- la Fédération mondiale des associations, centres et clubs Unesco (WFUCA)[137] ;
- l'Institut international du théâtre (ITI)[138] ;
- le Conseil international des sciences de l'ingénieur et de la technologie (ICET)[139] ;
- le Comité de coordination du service volontaire international (en) (CCSVI)[140] ;
- le Conseil international des sciences sociales (ISCC) et le Conseil international pour la science (ICSU), en cours de fusion ;
- la Fédération mondiale des organisations d'ingénieurs / World Federation of Engineering Organizations ;
- l’Association universelle d’espéranto (UEA)[141].

### Note
1. ↑  L'acronyme français ONUESC est d'un emploi très rare.